# Leopoldinia
Genre
Classification phylogénétique
Espèces de rang inférieur
- Leopoldinia major
- Leopoldinia piassaba
- Leopoldinia pulchra

Leopoldinia est un genre de la famille des Arecaceae (Palmiers) comportant des espèces originaires du sud-est de la Colombie, du sud du Venezuela et du nord du Brésil.

## Classification
- Famille des Arecaceae
  - Sous-famille des Arecoideae
    - Tribu des Leopoldinieae

Le genre Leopoldinia est le seul représentant de la tribu Leopoldinieae.

## Espèces
- Leopoldinia major Wallace, Palm Trees Amazon: 15 (1853).
- Leopoldinia piassaba Wallace, Palm Trees Amazon: 17 (1853).
- Leopoldinia pulchra Mart., Hist. Nat. Palm. 2: 59 (1824).